# Anna Zinnemann
Anna Zinnemann (1946) è un'attrice italiana.

## Biografia
Anna Zinnemann esordisce al cinema nel 1967 nei film Il marchio di Kriminal di Fernando Cerchio e in Mister X, diretto da Piero Vivarelli. 
Nota per il ruolo di Elena Von Schaffer nel film Jesse & Lester due fratelli in un posto chiamato Trinità, diretto da Renzo Genta.
Nella sua carriera ha recitato in oltre 30 lungometraggi e serie televisive.
Nel 1991 il suo ultimo ruolo nel film Notti di paura di Maurizio Bonuglia.

## Filmografia

### Cinema
- Il marchio di Kriminal, regia di Fernando Cerchio (1967)
- Mister X, regia di Piero Vivarelli (1967)
- Vergogna schifosi, regia di Mauro Severino (1968)
- Il ragazzo che sorride, regia di Aldo Grimaldi (1968)
- L'asino d'oro: processo per fatti strani contro Lucius Apuleius cittadino romano, regia di Sergio Spina (1970)
- Il corsaro, regia di Antonio Mollica (1970)
- W le donne, regia di Aldo Grimaldi (1970)
- Le tigri di Monpracem, regia di Mario Sequi (1970)
- Venga a fare il soldato da noi, regia di Ettore Maria Fizzarotti (1971)
- Prega il morto e ammazza il vivo, regia di Giuseppe Vari (1971)
- Una farfalla con le ali insanguinate, regia di Duccio Tessari (1971)
- Le inibizioni del dottor Gaudenzi, vedovo col complesso della buonanima, regia di Giovanni Grimaldi (1971)
- Jesse & Lester due fratelli in un posto chiamato Trinità, regia di Renzo Genta (1972)
- Camorra, regia di Pasquale Squitieri (1972)
- Sogni proibiti di Don Galeazzo curato di campagna, regia di Emanuele Di Cola (1973)
- Brigitte, Laura, Ursula, Monica, Raquel, Litz, Maria, Florinda, Barbara, Claudia e Sofia, le chiamo tutte... anima mia, regia di Mauro Ivaldi (1974)
- Il romanzo di un giovane povero, regia di Cesare Canevari (1974)
- Roma drogata: la polizia non può intervenire, regia di Lucio Marcaccini (1975)
- Il letto in piazza, regia di Bruno Gaburro (1976)
- Il grande racket, regia di Enzo G. Castellari (1976)
- L'amantide, regia di Amasi Damiani (1977)
- Operazione Kappa: sparate a vista, regia di Luigi Petrini (1977)
- Goodbye & Amen, regia di Damiano Damiani (1977)
- La sorella di Ursula, regia di Enzo Milloni (1978)
- Vado a riprendermi il gatto, regia di Giuliano Biagetti (1989)
- Il colore dell'odio, regia di Pasquale Squitieri (1989)
- Notti di paura, regia di Maurizio Bonuglia (1991)

### Televisione
- La tecnica e il rito, regia di Miklós Jancsó – film TV (1971)
- Roma rivuole Cesare, regia di Miklós Jancsó – film TV (1974)
- Delitto in Via Teulada, regia di Aldo Lado – film TV (1980)
- Ora zero e dintorni – serie TV (1980)
- La sconosciuta, regia di Daniele D'Anza – miniserie TV (1982)